# ジョン・バーナム・シュワルツ
ジョン・バーナム・シュワルツ (John Burnham Schwartz 1965年-)は、アメリカ合衆国の小説家。

## 経歴
Manhattan Country Schoolとチョート・ローズマリー・ホールを経て、ハーヴァード大学（東アジア研究専攻）卒業。現在は映画製作者である妻のアレクサンドラ・クラバンザーノおよびこどもと共にニューヨーク在住。
大学3年のときに東京の日本人家庭にホームスティし、三ヶ月ほどコンピュータ会社の広報部門で働いたことがあり、このときの経験に基いて自伝的要素の強い青春小説である処女作『自転車に乗って』を著した。

## 概要
その整った容姿から「アメリカ文学界のプリンス」と異名を取る。
上皇明仁の皇后・美智子を主人公のモデルにした小説、『ザ・コモナー』がニューヨーク・タイムズなどで取り上げられ注目を集める。同作は、エンドウ・ハルコという女性が軽井沢のテニスコートで皇太子と出会い、民間人として初めて皇室に嫁ぎ、結婚後は皇室の伝統に縛られ、失語症に陥り、息子が妻とした同じく民間人出身のケイコ（皇太子徳仁親王妃雅子がモデル）が周囲からの重圧に苦しむ姿に自らの人生を重ねるという物語である。

## 作品
- 自転車に乗って (Bicycle Days)：TBSブリタニカ 1989
- 夜に沈む道 (Reservation Road)：早川書房 2000（「帰らない日々」と改題し文庫化）
  - テリー・ジョージ監督、ホアキン・フェニックス主演で『帰らない日々』として映画化され、シュワルツ自身も脚本に参加している。
- ザ・コモナー （The Commoner、「平民」の意）